# Carpineto Romano
Carpineto Romano is een gemeente in de Italiaanse provincie Rome (regio Latium) en telt 4809 inwoners (31-12-2004). De oppervlakte bedraagt 84,5 km², de bevolkingsdichtheid is 59 inwoners per km².

## Demografie
Carpineto Romano telt ongeveer 1818 huishoudens. Het aantal inwoners daalde in de periode 1991-2001 met 4,9% volgens cijfers uit de tienjaarlijkse volkstellingen van ISTAT.
| Jaar | Inwoneraantal |
| ---- | ------------- |
| 1991 | 5189          |
| 2001 | 4936          |

## Geografie
De gemeente ligt op ongeveer 550 m boven zeeniveau.
Carpineto Romano grenst aan de volgende gemeenten: Bassiano (LT), Gorga, Maenza (LT), Montelanico, Norma (LT), Roccagorga (LT), Sezze (LT), Supino (FR).

## Bijzonderheid
Carpineto Romano was de geboorteplaats van Gioacchino Pecci (de latere paus Leo XIII).

## Geboren
- Giuseppe Pecci (1807-1890), geestelijke en kardinaal
- Vincenzo Gioacchino Raffaele Luigi Pecci (1810-1903) Paus Leo XIII (1878-1903)